# 埃莱娜·波尼亚托夫斯卡
埃莱娜·波尼亚托夫斯卡，墨西哥女作家。年轻时曾做记者，采访过胡安·鲁尔福等文化名人。1962年起担任美国人类学家奥斯卡·刘易斯的助手。2013年曾获塞万提斯奖。
波尼亚托夫斯卡1932年5月19日生于法国巴黎，全名赫莲·伊丽莎白·路易丝·阿梅利宝拉·多洛雷斯·波尼亚托夫斯卡·阿莫尔。她的父亲约瑟夫·埃夫雷蒙德·斯佩里·波尼亚托夫斯基祖上是波兰贵族，母亲是墨西哥人玛丽亚·德洛斯·多洛雷斯·阿莫尔·埃斯卡丹。为躲避第二次世界大战，玛丽亚带两个女儿回墨西哥，将她们送入墨西哥城的私立学校，在那里她们学会了英语，而西班牙语则主要由保姆教授。1949年，埃莱娜被送往美国的寄宿学校。1953年完成学业回到墨西哥，成为《至上报》记者，这期间她接触了墨西哥各阶层，认识不少文化名流。
1954年波尼亚托夫斯卡发表首部短篇小说。1964年，波尼亚托夫斯卡偶然听到一个女邻居的故事，将其写成小说《干杯，赫苏萨》。1968年，墨西哥城爆发民主示威，波尼亚托夫斯卡亲临现场搜集材料，1971年写成《特拉特洛克之夜》记录这一历史事件。1988年，出版《空无一人，颤抖的声音》记录墨西哥大地震，同年出版自传体小说《百合花》。21世纪以来，她又推出了《天空的皮肤》（2001）、《素卡洛的黎明》（2007）、《法国花园》等书。